# 光叶细刺枸骨
光叶细刺枸骨（学名：Ilex hylonoma var. glabra）为冬青科冬青属下的一个变种。

## 扩展阅读
- 維基物種上的相關：光叶细刺枸骨